# Rok 1969 (Hvězdná brána)
Rok 1969 je 21. epizoda 2. řady sci-fi seriálu Hvězdná brána.

## Příběh
SG-1 se chystá odcestovat na planetu P2X-555. Před odchodem, dá generál George Hammond Carterové lístek se vzkazem. Když projdou bránou, jsou zpět na Zemi a brána za chvíli zmizí. Jsou stále na základně. Je zde však raketa, která se chystá na zkušební zážeh. Teal'c jí zneškodní zat'nik'atelem. Za chvíli přijdou stráže a zatknou je jako špióny. Jsou v roce 1969, sluneční erupce je poslala v čase zpět. Jejich velitel, generál George Hammond, je v té době mladý poručík. Najde u Carterové vzkaz, který napsal sám sobě a pomůže SG-1 k útěku. Na vzkazu jsou ještě dva časy. Usoudí, že jsou to pravděpodobně další sluneční erupce, které je pošlou zpět do své doby. Cestují až do New Yorku, kde se dozvědí, že hvězdná brána je ve skladu ve Washingtonu. Jedou tam. Zprovozní tam bránu, ale trvá to dlouho, protože mají malý zdroj energie. I přesto to stihnou, a dokonce projdou bránou o chvíli dřív. Proto je brána pošle do daleké budoucnosti na Zemi. Na základně nikdo není, ale za chvíli vejde nějaká žena. Carterová pozná, že je to Casandra, které je v jejich době 13 let. Tady jí je přibližně 75 let, takže jsou v roce 2060. Casandra jim nestihne říct nic jiného než, že mají před sebou velké úspěchy, protože musí stihnout další erupci. Pomocí jakéhosi přístroje na levé ruce aktivuje bránu, aniž by došlo k vypuštění přebytečné energie červí díry (pravděpodobně technologie budoucnosti). SG-1 se ocitnou zpět v budoucnosti. Generál Hammond jim řekne, že věděl, kdy jim dát lístek se vzkazem pro sebe: v minulosti vezl jakési čtyři lidi a pamatoval si zranění Carterové, kterého si před odchodem SG-1 všiml. Skoro je nepustil, ale byl si vědom toho, že by změnil budoucnost.